# Siavash Shams
Siavash Shams Qhafarkhi (en persan سیاوش شمس) est né le 26 janvier 1963. Connu aussi sous son nom de scène Siavash Sahneh, c'est un auteur-compositeur, chanteur, compositeur et producteur de musique irano-américain. Il vit actuellement à San Diego, en Californie.

## Biographie
Siavash, de son vrai nom Siavash Shams Ghafarakhi, est né le 26 janvier 1963 (6 Bahman 1341 selon le calendrier persan), dans la ville de Ahvaz. Son père, Ebrahim Shams Qahfarkhi, est un résident de Farrokhshahr dans la province de Tchaharmahal-et-Bakhtiari, et sa mère, Khadijah Dehghan, est du Khuzestan, province du sud-ouest de l'Iran. Il a vécu à Ahvaz jusqu'à l'âge de cinq ans, puis il est allé à Téhéran avec sa famille et y a terminé ses études primaires. Après avoir terminé l'école primaire et à l'âge de 13 ans, Siavash est allé dans l'État de Californie en Amérique avec son frère aîné Siamak et s'est installé à San Diego. Siavash a passé ses années de collège en Amérique et après avoir terminé ses études secondaires, il est entré à l'Université de Californie et a étudié la musique et l'informatique. En 2003, il épouse Caroline Cooley, qui était la responsable de ses programmes depuis une vingtaine d'années. Ils ont adopté deux fils nommés Noah Johan Shams et Rocco Cyrus Shams en 2007 et 2008, respectivement, et résident actuellement à Los Angeles,.

## Œuvre et production
En 1985, Siavash entre dans le vaste monde de la musique avec son premier album intitulé Hamsayeha (fa) (« Neighbors », en anglais) produit par Farokh Ahi (en) et en collaboration avec son ami d'école Alireza Amirgasmi (en). La vente de plus de 500 000 exemplaires a été un succès auprès de la population qui a fui l'Iran après 1979 et a été reconnue comme l'album le plus vendu d'immigrants iraniens. Mais il pense lui-même que son deuxième album (Sahneh, 1993) s'est mieux vendu. Les paroles de cet album ont été écrites par Leila Kasri (en) (Hedieh). Parmi les chansons célèbres de cet album, on peut citer Dokhtar e-iruni (« Fille d'Iran ») et Nagoo Kieh.
Après sept ans, en 1993, Siavash lance l'album Sahneh (« Scène ») et crée une nouvelle évolution dans la musique iranienne. La plupart des poèmes et des chansons de cet album étaient son propre travail, et ce n'est qu'après cela qu'il a émergé en tant que compositeur. À partir de cet album, Siavash est devenu connu sous le nom de Siavash Sahne et certaines personnes le connaissent encore sous ce nom. Parmi les chansons célèbres de cet album, on peut citer Sahneh, Chikeh Chikeh et Yavash Yavash.
En 1994, Siavash présente l'album Pedar (« Father »). Dans la chanson Tou de cet album, le son des rythmes iraniens est accompagné de musique techno. Parmi les chansons célèbres de cet album, on peut citer Pedar, Tou et la mémorable chanson Dokhtar e-choupun (« La fille du berger »). Dans la chanson Tou, les rythmes iraniens et la musique techno sont combinés.
Après cela, en 1995, il a présenté un album intitulé Didar, qui a été bien accueilli. Parmi les chansons célèbres de cet album, on peut citer Meryem et Ghasre Yakhi.
En 1997, Siavash sort l'album Faryad (« Scream »). Il avait un lien émotionnel plus étroit avec cet album parce qu'il a écrit les chansons et produit l'album lui-même. L'album Faryad a emmené Siavash au niveau mondialet l'a conduit au sommet des charts Eurodance et pop latino. En se vendant à 35 000 exemplaires au cours des trois premiers mois, l'album a battu le record de l'ensemble du marché et des magasins. Dans cet album, la chanson Boro Dige Dooset Nadaram (« Je ne t'aime plus ») est devenue très populaire avec sa poésie entraînante et son rythme rapide. Après cela, Siavash a interprété la chanson Historia de Amour du même album, qui était en espagnol, sur une station de radio mexicaine, et la chanson Grace, qui était en anglais, a eu le même succès.
En 2002, l'album Ṣadā (« The voice ») est sorti. C'était le premier album à être distribué par une société étrangère. Cet album contenait des chansons espagnoles, anglaises, grecques et persanes. Parmi les chansons célèbres de cet album, on peut citer Hedieh Iran et Tāj Ṭalah (« couronne d'or »).
Le 25 avril 2009, l'album de Siavash nommé Haft (« Seven ») est entré sur le marché. Parmi les chansons les plus populaires de cet album, on peut citer Bi tou (« Sans toi »).
Le style de Siavash a influencé toute une génération d'artistes iraniens. Ses disques sont interdits dans son pays d'origine, où ils sont vendus illégalement. Avec l'aide de sa responsable de programme, Caroline, Siavash a créé la société de musique World Music Records et a sorti les albums Sada et Haft sur le marché par le biais de cette société. Il a acheté un studio à Los Angeles en 2003 et est aujourd'hui l'un des producteurs à Los Angeles.